# Chinx
Chinx, pseudonimo di Lionel Pickens (New York, 3 dicembre 1983 – New York, 17 maggio 2015), è stato un rapper statunitense.

## Biografia
Nativo delle case popolari del quartiere Far Rockaway, sito nel distretto del Queens di New York, nel corso della sua vita lavorò come spacciatore di droga: spesso, nelle sue canzoni, faceva riferimento a tale attività criminale. Chinx, acronimo di «Coward-Hearted Individuals Never Exist» (letteralmente, «gli individui con un cuore codardo non esistono»), nel 2013 pubblicò il suo primo disco, in formato digitale, intitolato I'll Take It from Here.
Precedentemente noto anche come Chinx Drugz, l'artista fa parte della Rockaway Riot Squad prima di andare nella Byrd Gang di Jim Jones. Passato alla scuderia di French Montana nel 2009, i Coke Boyz, inizia a pubblicare i suoi primi mixtape, attirandosi attenzioni per la serie Cocaine Riot e per la hit I'm a Coke Boy. Collabora con French Montana, Meek Mill, Young Thug, Juicy J, Ace Hood e Noreaga, annunciando nel 2014 l'uscita del primo album in studio, Welcome To JFK, che però al momento della sua morte non era ancora arrivato nei negozi.
Il 17 maggio 2015, intorno alle 4:00 di mattina, era al volante della sua Porsche fermo a un semaforo del Queens quando da un'altra auto sono stati sparati contro di lui vari colpi di arma da fuoco: Chinx venne trasportato al Jamaica Medical Center in Jamaica (altro quartiere del Queens) in cui venne constatato il suo decesso. Il 14 agosto seguente è pubblicato, postumo, il suo primo album in studio, Welcome to JFK: distribuito dalla eOne, il disco entra nella Billboard 200 e raggiunge il secondo posto tra i prodotti hip hop. Nel 2016 la eOne pubblica anche il suo secondo album postumo, Legends Never Die.

## Discografia

### Album in studio (postumi)
- 2015 – Welcome to JFK
- 2016 – Legends Never Die
- 2022 - CR6

### EP
- 2013 – I'll Take It From Here

### Mixtapes
- 2009 – Hurry Up & Die Vol. 1 (Get Ya Casket On)
- 2009 – Hurry Up & Die Vol. 2 (From The Cage To The Stage)
- 2009 – Hurry Up & Die Vol. 3
- 2010 – Coke Boys (con Coke Boys)
- 2011 – Flight 2011 (con Harry Fraud)
- 2011 – Cocaine Riot
- 2011 – Coke Boys 2 (con Coke Boys)
- 2011 – Coke Boys Run NY (con French Montana)
- 2012 – Coke Boys 3 (con Coke Boys)
- 2012 – Cocaine Riot 2
- 2013 – Cocaine Riot 3
- 2014 – Coke Boys 4 (con Coke Boys)
- 2014 – Cocaine Riot 4
- 2014 – Cocaine Riot 5